# Vičuga
Vičuga è una città della Russia europea centrale (oblast' di Ivanovo); è il capoluogo del rajon Vičugskij, pur essendone amministrativamente separata.
Sorge nella parte centro-orientale della oblast', 73 chilometri a nordovest del capoluogo Ivanovo.